# Ectropis hypulina
Ectropis hypulina là một loài bướm đêm trong họ Geometridae.